# Mikkey Dee

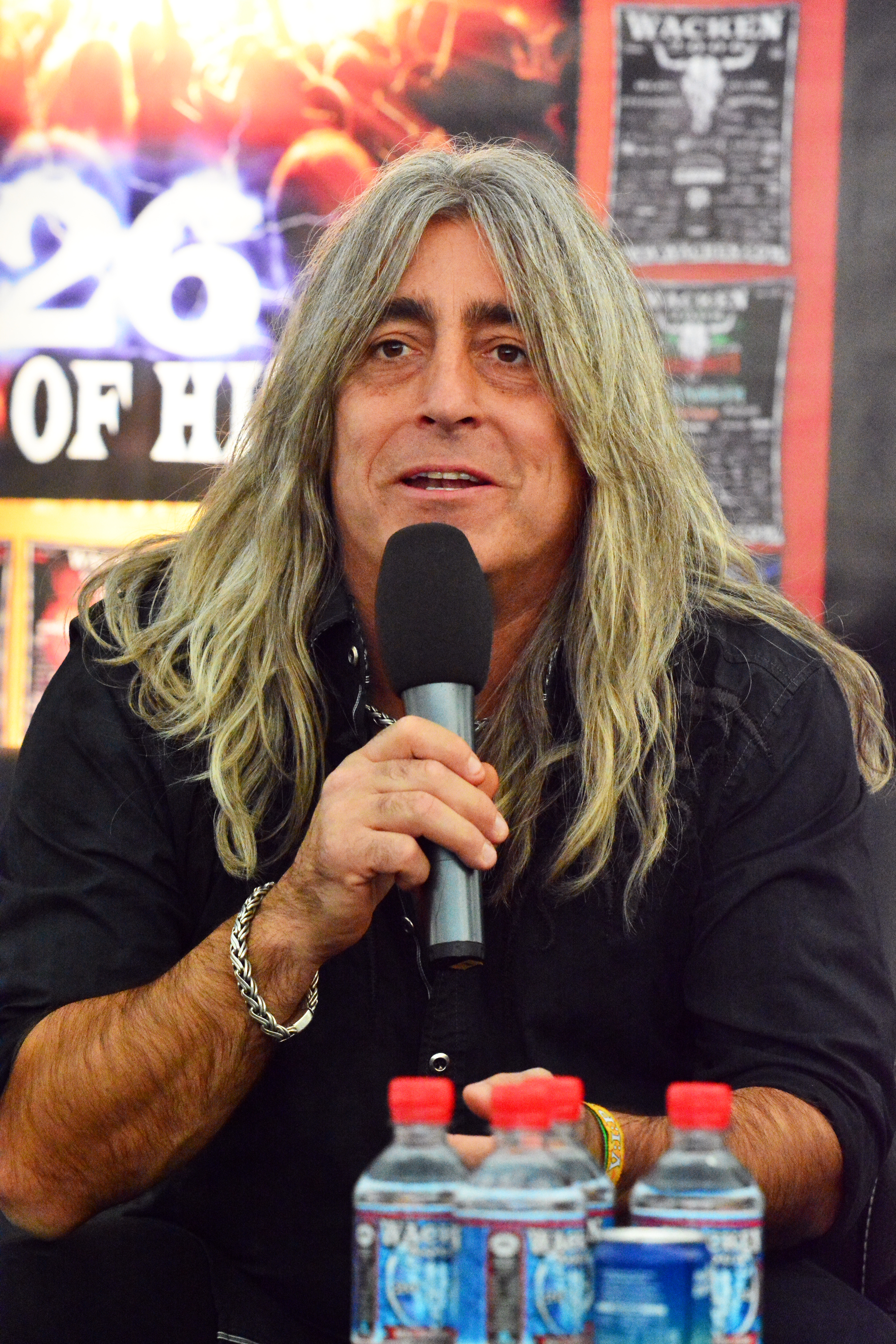
Mikkey Dee bei einer Pressekonferenz beim Wacken Open Air 2015

Mikkey Dee (* 31. Oktober 1963 in Göteborg als Micael Kiriakos Delaoglou) ist ein schwedischer Schlagzeuger und war von 1992 bis zu ihrer Auflösung im Dezember 2015 Mitglied der britischen Rockband Motörhead. Seit 2016 ist er Schlagzeuger der deutschen Rockband Scorpions.

## Biografie
Dee wurde 1963 in Göteborg geboren und ist griechischer Abstammung. Nachdem er seine musikalische Karriere in der lokalen Band Nadir begonnen hatte, zog er 1985 nach Kopenhagen, um mit Geisha zu spielen; dort trat er der Band von King Diamond bei. Nach den Alben Abigail und Them verließ er die Gruppe wieder, um sich Don Dokken anzuschließen, spielte jedoch als Studiomusiker noch das Album Conspiracy ein. Ihm folgte Snowy Shaw, für den Dee ein musikalisches Vorbild war, als Schlagzeuger nach.
1992 wurde er auf Bitten von Lemmy Kilmister Mitglied bei Motörhead, der ihn bereits seit 1985 als Schlagzeuger gewinnen wollte. Seitdem war Dee fester Bestandteil der Gruppe. 2011 nahm er am schwedischen Dschungelcamp in Malaysia teil und schied in der 15. Folge aus. Da er die Teilnahme dem Motörhead-Management nicht mitgeteilt hatte, musste eine kurzfristige Motörhead-Tournee ohne ihn beginnen. In den ersten Gigs wurde er dann von Matt Sorum (ehemals Guns N’ Roses) vertreten. Seit Januar 2014 spielt er zudem in der Band Nordic Beast, die er mit John Norum (Europe, Gitarre), Hal Patino (King Diamond, Bass), Åge Sten Nilsen (Wig Wam, Gesang) und Mic Michaeli (Europe, Keyboards) gegründet hat.
Als Lemmy Kilmister am 28. Dezember 2015 überraschend starb, gab Dee die Auflösung von Motörhead bekannt. Im Januar 2016 verpflichtete die irische Hardrock-Band Thin Lizzy Mikkey Dee als Schlagzeuger für die ab Sommer 2016 geplanten Live-Auftritte anlässlich des 30. Todestages des Bandgründers Phil Lynott. Allerdings hatte sich dieses Engagement kurz darauf wieder zerschlagen. Mikkey Dee erklärte auf der Band-Website, er könne die sechs Konzerte nicht spielen.
Am 28. April 2016 wurde bekannt, dass Dee auf der US-Tour der Scorpions den erkrankten James Kottak ersetzt. Fünf Monate später im September wurde Dee dann offizielles Bandmitglied.

## Schlagzeugspiel und sonstige Instrumente

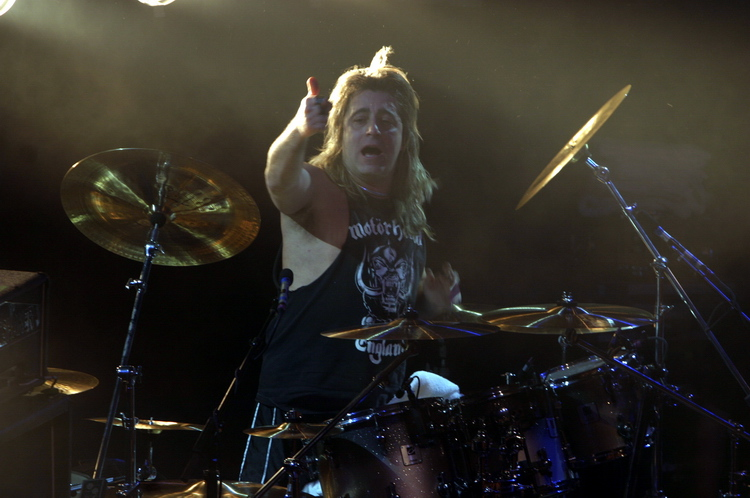
Mikkey Dee, 2005

Dee ist Endorser für Sonor-Trommeln, Paiste-Becken und Wincent-Trommelstöcke; sein Schlagzeugspiel ist geprägt durch durchgehende markante Doublebassdrumnoten. Dee bezeichnet Ian Paice, Neil Peart, Steve Smith und Buddy Rich als musikalische Einflüsse. Dee spielt bei Whorehouse Blues und der akustischen Version von Ace of Spades, die für eine französische Bierwerbung aufgenommen wurde, akustische Rhythmusgitarre und auf Sacrifice Perkussionsinstrumente.

## Trivia
Dee wurde bei Motörhead-Auftritten regelmäßig von Lemmy Kilmister als „The best drummer in the world: Mikkey Dee“ vorgestellt. Den gleichen Titel verliehen ihm auch King Diamond und Snowy Shaw. Dee ist Fan der schwedischen Eishockey-Mannschaft Frölunda HC aus Göteborg.
Im Dezember 2024 erlitt Mikkey Dee nach einer Verletzung am Fuß eine Sepsis, mit der er drei Wochen im Krankenhaus behandelt werden musste und eigenen Angaben zufolge daran beinahe gestorben wäre.

## Diskografie
Mit King Diamond
- Fatal Portrait (1986)
- Abigail (1987)
- Them (1988)
- Conspiracy (1989)

Mit Motörhead
- March ör Die (1992)
- Bastards (1993)
- Sacrifice (1995)
- Overnight Sensation (1996)
- Snake Bite Love (1998)
- Everything Louder than Everyone Else (1999)
- We Are Motörhead (2000)
- Hammered (2002)
- Inferno (2004)
- Kiss of Death (2006)
- Motörizer (2008)
- The Wörld Is Yours (2010)
- Aftershock (2013)
- Bad Magic (2015)

Mit anderen Künstlern
- Don Dokken – Up from the Ashes (1990)
- Metallic Assault: A Tribute to Metallica – Sanitarium (2001)
- Helloween – Rabbit Don’t Come Easy (2003)
- Numbers from the Beast: An All Star Salute to Iron Maiden Fear of the Dark (2005)
- Pain – Zombie Slam auf Psalms of Extinction (2007)
- United – Where Is the Fire
- Scorpions – Rock Believer (2022)